# Predaja Brede
Predaja Brede (špansko La rendición de Breda, znana tudi kot Las lanzas) je slika španskega slikarja zlate dobe Diega Velázqueza. Dokončana je bila med letoma 1634–35, navdihnjena z obiskom Velázqueza v Italiji z Ambrogiom Spinolo, španskim generalom, rojenim v Genovi, ki je osvojil Bredo 5. junija 1625. Slika prikazuje predajo ključa Brede iz rok Nizozemcev Špancem.
Velja za eno najboljših Velázquezovih del . Kompozicijo Predaje Brede je slikar razdelil na dve polovici, v katerih sta nizozemski voditelj Justinus van Nassau in španski general Spinola.

## Ozadje
Predaja Brede prikazuje vojaško zmago, konec obleganja Brede leta 1624 med osemdesetletno vojno. Ta vojna se je začela zaradi upora Sedemnajstih provinc, sodobne Nizozemske, Belgije in Luksemburga, proti španskemu kralju Filipu II.. Velázquez je prikazal zaključek obleganja, saj je ločil obe strani, eno je nizozemska, drugo pa španska. Slika prikazuje Španijo kot močno silo, hkrati pa vključuje obe strani bitke in prikazuje obrazne izraze utrujenosti, ki odražajo vojno resničnost.
Sliko je naročil španski kralj Filip IV. med letoma 1630 in 1635 za velikansko poletno kraljevo rezidenco, palačo Buen Retiro na vzhodu Madrida. Slika je bila namenjena poveličevanju vojaških dosežkov in pridobitve Špancev, ki so povzdignili Filipa IV. Takrat je bila Španija v gospodarskem zatonu. Predaja Brede je bila razstavljena v Dvorani kraljestev z drugimi slikami (alegoričnimi - deset Zurbaranovih slik z motivi Herkulovih del), dvanajst dokumentarnih prizorov zmag španske vojske Velazqueza, Zurbarana, Cachesa, Carducha, Maino Castella, Pereda, D. Leonarda) in simboličnimi - pet Velazquezovih konjeniških portretov kraljeve družine), ki so krasile osrednjo dvorano palače.
Okrasitev Dvorane kraljestev je vodil španski minister Gaspar de Guzmán, grof Olivares. Velazqueza so prosili, naj naslika nekaj v zvezi s temo jahanja, en prizor bitke in Predajo Brede. To delo, ki ga je zaključil Velazquez, predstavlja najpomembnejšo in najbolj kvalitetno sliko v Dvorani kraljestev ter eno najboljših Velazquezovih del sploh. Skozi stotine slik, ki jih je Guzmán uporabil, bi Predaja Brede postala najpomembnejši del Dvorane kraljestev.

## Opis

### Kompozicija
Velázquez nagovarja podrobnosti mnogih posameznikov tako, da poslikavo razdeli na dve polovici, kjer bitka poteka v ozadju. Na desni je v globino slike obrnjen konj in za njim skupina vojakov španske vojske izrazitih glav z visoko postavljenimi kopji, na levi v ospredju druga gruča nizozemskih vojakov, v ozadju bitka, trdnjava, zastave, ogenj, dim in izginjajoča pokrajina. V središče slike, med obema skupinama vojakov, sta figuri: španski poveljnik in poveljnika oblegane trdnjave, ki drži v levici klobuk in v desnici prinaša s poklonom ključe trdnjave. Tudi španski poveljnik je tudi snel pokrivalo in je položil premagancu v znak spoštovanja svojo desnico na levo ramo. Obe glavni figuri sta postavljeni v sredino in sta medsebojno spojeni s kretnjami rok in s pogledi; na oba se obračajo pogledi prisotnih in da je to še bolj poudarjeno, dve figuri obračata oči iz slike v gledalca.
Slika prikazuje več španskih vojakov v primerjavi z manjšim številom nizozemskih vojakov, nizozemsko orožje pa se zdi, da je bilo uničeno, zavrženo ali celo predano v bitki. V nasprotju s tem, zmagovalni Španci stojijo pred množico pokončnih kopij na desni strani kompozicije. José Ortega y Gasset je ta koplja opisal kot »hrbtenico celotne slike in v veliki meri odgovorno za vtis umirjenosti, ki ga prežema ta v bistvu živahen prizor.« Velázquez je uporabil učinkovite zaznavne in zračne tehnike, ki podpirajo Predajo Brede kot eno izmed najboljših njegovih del.
In vendar je ta slika tudi naturalistična. Umetnik je predstavil ves prizor tako, kakor bi se v resnici lahko zgodil. Obrazi figur učinkujejo kot izraziti portreti, na vsakem se zrcali izraz resničnega čustva in plemenita gesta španskega generala prav tako vzbuja vtis resničnosti. Podobno resničen je blesk konjeve kože, oklepov, na oblekah in v daljavi se pokrajina zliva z obzorjem v eno z ozračjem.

### Barva
Razmeroma lahka tonalnost slike in svetle barve razkrivajo vpliv beneškega slikarstva. Nasilnih rdečih ali svetlo modrih barv ni mogoče uporabiti; uporabljene so precej mirne rjave barve s temnimi sencami v ospredju. Verjame se tudi, da obstaja povezava med Velázquezovo uporabo barve, saj je potoval v Italijo, da bi študiral renesančno umetnost. Poleg barvnih tehnik, s katerimi se je opremil, je Velázquez pridobil tudi izboljšane spretnosti s prostorom, perspektivo in svetlobo.

### Predmet
V središču kompozicije je nizozemski vodja, vojvoda Justinus van Nassau, ki se predaja in preda ključ mesta markizu Spinoli oziroma Španiji. Spinola, genovski general, je poveljeval španski vojski, terciu ki je vključevala suličarje, mečevalce in mušketarje, kot je prikazano na sliki. Na platnu je še množica drugih likov, ki skupaj sestavljajo eno najbolj vseobsežnih in psihološko dognanih upodobitev dveh univerzalnih skupin, ki sta obstajali od začetkov človeške zgodovine. Z desne strani gledajo zmagoslavni, zadovoljni in samovšečni obrazi zmagovalcev, z leve potrta, zaprepadena, zmedena obličja poražencev. Na strani poražencev je še posebej zanimiv lik mladeniča v beli opravi. Njegova glava je sklonjena, njegov pogled zamaknjen, a drža strumna. Desnica, dvignjena do višine prsi in iztegnjeni kazalec kažeta na to, da je mladenič zatopljen v razpravljanje. On je tisti, ki išče vzrok za poraz.

### Slikarski materiali
Poglobljena analiza in preiskava je bila opravljena za preučitev slike okoli leta 1989 v Muzeju Prado. Analiza je pokazala, da je Velázquez uporabil veliko istih pigmentov, kot jih je uporabil na drugih slikah. Ti pigmenti so svinčevo belo s kalcitom, azurit, pomešan z majhnimi količinami črnega oglja, okra in beljakovine. Naslikano je bilo na platnu velikosti 307 cm x 367 cm.

## Sprejem
Odziv na Velazquezovo umetniško delo je bil zelo velik, kritična reakcija pa je bila, da je bila Predaja Brede najbolj impresivno špansko umetniško delo. Prav tako je umetniško delo utrdilo prizadevanja Velazqueza kot najbolj vrhunski prikaz španskega baroka, pod pogojem, da je baročna umetnost tesno povezana s človeštvom in kako je treba ljudi videti in predstavljati.

## Vpliv
Eden od sodobnikov Velázqueza, Peter Paul Rubens, je bil naveden kot navdih za delo, povezano s Predajo Brede. Kljub razlikam v slogu med obema baročnima umetnikoma so Rubenova prejšnja dela, kot je Sprava Ezava in Jakoba, nastala leta 1624, podobna glede sestave in filozofskih konceptov. Pogosteje je bil Velázquezov del vezan na Rubensovo Srečanje kralja Ferdinanda Madžarskega in kardinala, zaključeno leta 1635. Argumentirana je bila možnost vpliva na kasnejše Rubensovo delo, saj sta tako Velazquez kot Rubens svoje delo končala približno istočasno. Verjetneje sta oba umetnika ustvarila zelo podobna dela, poleg tega da sta imela tesne odnose. Zdi se, da je Velázquezovo delo navdihnilo tudi njegovo potovanje s Spinolo v Italijo.

## Zgodovinska natančnost
Slika ponazarja izmenjavo ključev med Španijo in Nizozemsko, ki se je zgodila tri dni po podpisu kapitulacije, 5. junija 1625. Zato slika ni v središču bitke, temveč sprava. V središču slike je dobesedno in figurativno ključ, ki ga je Ambrogiu Spinoli dal Justin iz Nassau. Ta bojna slika je znana po svojih statičnih in sentimentalnih lastnostih, saj je Velázquez izpustil kri in nasilje, ki bi bilo običajno povezano s takšnimi bitkami. 
Glede na izjavo očividcev sta [Spinola in Nassau] razsedlala s konja in Spinola je čakal na Justinov prihod, obkrožen s "krono" princev in častnikov visokega rodu. Nato se je guverner predstavil z družino, sorodniki in uglednimi študenti vojaške akademije, ki so bili v mestu zaprti med obleganjem. Spinola je svojega premaganega nasprotnika pozdravil in objel s prijaznim izrazom in še bolj prijaznimi besedami, v katerih je pohvalil pogum in vzdržljivost dolgotrajne obrambe.
Izredno spoštovanje in dostojanstvo, ki ga je Spinola izkazal do nizozemske vojske, je pohvalno v Predaji Brede. Spinola je »svojim vojakom prepovedal, da bi se norčevali ali kako drugače zlorabljali premagane Nizozemce in po današnjem poročilu je sam pozdravil Justina.« Slika prikazuje utrinke človeštva, ki jih je mogoče razkriti zaradi vojne in pohvali Spinolino pozornost do Nassaua in nizozemske vojske.
Velázquezov odnos s Spinolo naredi Predajo Brede še posebej zgodovinsko natančno. Upodobitev Spinole je nedvomno natančna in Spinolin spomin na bitko je prispeval k perspektivi, s katero je Velázquez sestavil sliko. Slikar je »na svoj skromen način želel postaviti spomenik enemu najbolj humanih poveljnikov svojega dne, tako da bi njegovo pravo postavo ovekovečil na način, do čigar dostop je imel samo on.« 

## V popularni kulturi
Film Alatriste, španski epski zgodovinski fantastični vojni film iz leta 2006, ki ga je režiral Agustín Díaz Yanes, vsebuje sceno, ki prikazuje predajo Brede kot osnovo za sliko.